# ミルクチョコオンラインFPS
『ミルクチョコオンラインFPS』（英: Milk Choco - Online FPS）は、韓国企業のGameParadisoが開発、運営するオンラインの3D対戦アクションゲーム。基本プレイは無料だが、アイテム課金が存在する。
ゲーム名にFPSとあるものの実際にはTPSである。

## ゲーム内容
ミルク取り（3種）、エスコート、エスコートオリジン、アサルトマップ（2種）、キルデビル、デスマップ（4種）の12種類のマップの他に親善試合限定でデスマップ、エスコートオリジン、キルデビル、フリーフォーオール（2種）、アイスバングで遊べる。
ゲームの種類はバトルロワイヤル、クラン戦（チーム戦）、一般戦、スターリーグ、親善試合の5種類である。
各ヒーローには特有のスキルがあり、一定時間毎に使用できる。
各ヒーローの初期武器は、メインがアサルトライフル（AT-43)、サブがハンドガン(Revolver)。
ヒーローは、初期状態では「アサルト」のみが解放されており、Android/iOS版ではゴールドで他のヒーローを購入できる。Switchでは初期状態で全ヒーローが開放されている。
武器や爆弾、装飾（ステータスに影響なし、顔・体・背中の3種類）をゴールドやダイヤで購入できる（ヒーロー毎に購入する必要がある）。また、年に数回行われるイベントの際には、期間限定の要素が追加され、期間限定コイン（試合や課金時のボーナスとして獲得）でのみ購入出来る装飾もある。
ダイヤは課金や広告閲覧、ログインボーナスやスターリーグの報酬、ゴールドは試合やダイヤからの交換、広告閲覧、実績解除やログインボーナス、スターリーグの報酬で獲得出来る。また、イベントの際にも獲得できる場合がある。

### バトルロワイヤル
バトルロワイヤルではそれぞれソロプレイとマルチプレイがある。ソロプレイ、マルチプレイともに100人が上限である。
マップは固定で、時間とともに範囲が縮小されていく。開始時人数が50人以下の場合初期範囲が狭くなる。

### スターリーグ
「SP」と呼ばれるレートの増減があるゲームモードである。特定の時間帯のみ開放される。
シーズン終了時にランキングに応じて配られる専用のコインを使用する事でそれぞれのヒーロー限定の装飾を購入する事ができる。またシーズン終了時に100位以内に入っていると称号を獲得することができ、限定の装飾を購入出来るようになる。

### クラン戦
クラン戦では同じクランのメンバーとチームで対戦することができる。
クラン戦の結果によってクラン経験値やクランコインを獲得することができる。それを利用してクランのレベルアップ、クラン限定武器の開放を行うことができる。

### 一般戦
一般戦ではそれぞれのマップでは活躍に応じて30までの経験値（Exp）とゴールドが配布される。なお、ブースターと呼ばれるアイテム（ダイヤで購入、若しくはログインボーナスでの配布）を使用する事で獲得量を増やすことができる。
また、ヒーロー毎に実績を解除することで、ゴールドが与えられる。

### 爆弾戦
爆弾戦はそれぞれアタック側とディフェンス側に分かれる。
アタック側はAサイドもしくはBサイドに爆弾を設置して設置するとカウントダウンが始まるのでカウントダウンが終了し爆弾が爆発したら勝利。
爆弾を持つプレイヤーはランダムに選出される。ディフェンス側はアタック側の仕掛けた爆弾をカウントダウンが終わる前に解除するか、もしくはアタック側を全滅させれば勝利。
なおこのモードで他のプレイヤーが選択したヒーローは選択できない。
またこの試合では復活ができない。5試合行われる。コインや経験値（Exp）が獲得できる。

## ヒーロー（キャラクター）
アサルト
青いヘルメットをかぶった初期から解放されているヒーロー。
一定時間、高速で回転移動し、その間に相手に当たることで0.5秒ごとに40ダメージを与えることができる（最大4回）。
スキル利用中は受けるダメージが半減される。デスペラードのスキルは食らわない。
ミオキャットとは違い、スキル中に方向転換が可能。
専用の称号「ロードキル」が存在する。
メディック
ヘルメットに描かれたハートの模様が特徴的なヒーロー。
味方の体力の回復、蘇生を行う。また、味方を回復させることで自分も一定量回復する。
味方の回復量は100であり、自身の回復量は30である。
バトルロワイヤルでは自己回復は無効だが回復アイテムを使用する際の回復時間が減少する。さらにデュオ限定で味方を蘇生でき、HP100で蘇生される。
アップデートによってスキル制限時間が追加された。バリアは回復しない。
専用の称号「ガーディアン」「ナイチンゲール」が存在する。
ボマー
ショットガンシェルのついた黒いヘルメットが特徴的なヒーロー。
前方に高速移動（突撃）し、自分の周囲を爆発させてダメージを与える。薄い壁であれば、貫通してダメージを与えることも可能。
ダメージは最大250であり、爆心からの距離が遠くなる程、与えるダメージ量は減少する。
バトルロワイヤルでは350辺りまで与えるダメージが上がる。
専用の称号「ブーム」が存在する。
リーコン
ナイトスコープを載せたヘルメットが特徴的なヒーロー。
壁や障害物が透過され、他プレイヤーの位置が見えるようになる。また、透明になっているインビジブルやクリームのスキルによる爆弾も可視化することができる。また、スキル使用中は、スナイパーライフルの攻撃力が1.1倍になる。
ゴースト
デスマスクが特徴的なヒーロー。
クロスヘア（照準）の場所にワープを行う。スキル発動時、クロスヘアが地面に向けられていないと失敗する。
そのスキルの特性上、素早い移動が求められるミルク取りなどで活躍する場面が多い。
スコープがついている武器を持たせることでスコープを覗けば、裏取りが容易にできる。
しかしHPは全ヒーローの中で二番目に低いので立ち回りを考えなければいけない。
シールド
自分の正面に盾を張り、相手の銃による正面の攻撃から盾の範囲内の味方を守る。スキル中にスキルボタンを押すと盾をしまうことができる。
また、スキル使用中盾を張っていても盾の中央にあるヒーローの体に手榴弾が当たれば通常通りダメージを食らってしまう。
スキル使用中はジャンプが不可能である。
スキル使用中は移動速度が15%上昇する。
ジャンプ台に乗ってからスキルを使うと大幅に失速する。また、空中でスキルを使用すると通常の落下スピードより倍以上早く落ちる。
専用の称号「防衛」が存在する。
ランチャー
狙った場所を中心に爆発を起こす迫撃砲を発射する。中心に近いほど大ダメージを与える。クロスヘアがオブジェクトや地面などの物に向けられてないと失敗する。
スキルを使用した瞬間にキルされても、地面に照準があって着弾していれば、スキルは発動される（敵に当たれば自分がデス中でもダメージを与えられる）。
オブジェクトに対してのスキルのダメージ量が2倍になる。
現在、チュートリアルでプレイヤーが操作するヒーローとなっている。
専用の称号「マスターランチャー」が存在する。
インビジブル
一定時間、透明になる。敵を攻撃するか、敵からのスキルの攻撃、手動攻撃に当たると通常の姿に戻る。
透明になっている時は近接武器の攻撃力が上がる。
スキル発動中でも足跡とジャンプによるエフェクトは確認できる。そのためメイン武器とサブ武器を素早く切り替えながら歩くことで足跡を消すという技術がある。
スキル使用中であっても、ケログの砲台やプラグのドローンの射程範囲に入ってしまうと攻撃され、スキルが解除されてしまう、またリーコンのスキルではリーコンが視認出来る範囲でスキルを使用された場合、スキルを使用していてもバレてしまう（解除されるわけではない）。
デスペラード
テンガロンハットをかぶったヒーロー。
広範囲に散乱するマシンガンを撃つ。射程内の敵プレイヤーに最大合計500ダメージを与えられる。
敵が1人で射程内の場合は確実にキルを取れる。
専用の称号「エリミネーター」が存在する。
ミオキャット
ネコが走るように前方へ高速移動する。その軌跡上の敵に130ダメージを与える。
ブレードとの差別化として、移動距離が長い。
専用の称号「ジャンプの達人」が存在する。
アイアン
自分の周囲に結界を張り、一定時間ダメージを7割軽減する。エレクトリックのスキルは有効になる。
スキル使用中はジャンプが出来なくなる。
専用の称号「アイアンスフィア」が存在する。
フック
三角帽子をかぶったヒーロー。
スキルを使用するとクロスヘア（照準）が青くなりその状態で敵へ合わせると敵を吊ることが出来る、吊った時に10ダメージを与え、敵は障害物に当たらない限り移動不可になったまま吊られた場所へ移動する。
スキルを使えばフックで吊られた状態から、脱出可能なヒーローもいる（ゴースト・スウィニー）。またバトルロワイヤルではヒーローの切り替えでの脱出も可能。
専用の称号「キャプテンフック」が存在する。
ケログ
HP450の固定砲台を設置し、近くに来た敵に0.5秒ごとに9ダメージを与える。一度射程内に入ると固定砲台の死角に入るまで、距離に関係なく攻撃を受ける。
新しい固定砲台を設置する、または450ダメージを受けると破壊される。
専用の称号「キャノンマスター」が存在する。
ホイールレッグ
一定時間、同チームのプレイヤーと自分の動きが速くなる、速さは時間が経つにつれ元の速さになっていく。スキル発動中は足元に砂埃のようなエフェクトと羽、ローラーのアイコンが表示される。
素早い移動が可能なためクラン戦やスターリーグで重宝される。
専用の称号「スピードキラー」が存在する。
クリーミー
白い蜷局状のオブジェクトが特徴的なヒーロー。
敵からは見えない地雷を置く。地雷は敵が近づくと爆発し、ダメージを与える。
踏んだ敵に80、その周囲の敵には距離に応じてダメージを与える。
リーコンのスキルによって可視化される。リーコンはスキル使用中は攻撃し、破壊することができるようになる。
専用の称号「トラップマスター」が存在する。
エア
通常よりも高いジャンプをすることができる。大ジャンプをしている間は、スナイパーの攻撃力が1.1倍になる。
専用の称号「エアショットキラー」が存在する。
エレクトリック
敵を感電させる。感電した敵は一定時間、攻撃・スキルの発動ができなくなる。敵が近くに行くと、その敵にも感電させることができる。
敵のバリアを破壊することができる。
ヒーローのスキルのキャンセルも可能。
専用の称号「電気マスター」が存在する。
ブレード
菅笠が特徴的なヒーロー。
前方にすばやく移動することが出来、移動する線上に敵がいた場合、剣で斬りつけ敵にダメージを与える。攻撃でキルを決めるとクールダウン無しでもう一度使用することができる。
ダメージが200の為、多くのヒーローはこれでキルすることができる。
専用の称号「ソードマスター」が存在する。
スウィニー
スキルボタンを一回押して前方に人参を投げ、10秒以内にもう一度スキルボタンを押すことで投げたニンジンの位置にテレポートすることが出来る
ニンジンが空中にあった場合は空中にテレポートする。なお、ニンジンは敵からも見えるためテレポート場所が予測されてしまう。
ワープ時にジャンプ台を利用する事で予測しにくいワープが出来る。
マゴ
トーテムを置き、一定時間、その周囲の敵の動きを遅くすること、周囲の味方を回復すること（45×4回）の2つを行う事ができる。スキルボタンの上の矢印が上になったり下になったりを交互に繰り返しており、上の状態でスキルボタンを押すと、範囲内の味方を回復する事ができ、下の状態でスキルボタンを押すと、範囲内の敵の動きを遅くさせる事ができる。ただし空中にトーテムを置く事はできない。
プラグ
半径10m以内に入った敵一人に対し、0.5秒毎に5ダメージを与えるドローンを頭上に出現させる。
一度射程範囲内に入った敵は、射線が通り続けている限り、この範囲から敵が出たとしても、半径20mまでは攻撃し続ける。
再度スキルを使用すると、古いドローンは破壊され、新しいドローンを出す。
チュチュ
スキルを使用すると自身の体力を40消耗することで銃の連射速度、自分の移動速度を上昇できる（自分のみ）。
スキルの移動速度上昇はホイールレッグと重複出来る。
また、スキルを発動するとフックのスキルから逃れられる。
ビベリ
スキルを使用するとHP500の戦車に乗り込む。戦車は攻撃が可能でダメージ60〜200。
移動速度80%減速し、ジャンプ、武器の切り替えができなくなる。
解除するにはHP500を削るか、エレクトリックのスキルを使うか、一定時間待つ必要がある。